# Smithia
Smithia es un género de plantas fanerógamas con 92 especies perteneciente a la familia Fabaceae. Es originario de Asia tropical. Comprende 96 especies descritas y de estas, solo 22 aceptadas.

## Descripción
Son hierbas o arbustos bajos. Hojas pinnado-compuestas, folíolos 14-24, opuestos, asimétricas en la base. Estípulas prolongados abajo en un apéndice biauriculate, 1 oreja corta y redonda, otra larga y lineal. Inflorescencia axilar, como umbela. Brácteas enteras,  más cortas que la flor. Bractéolas se presentan debajo del cáliz. Cáliz bilabiado, labios enteros o ligeramente dentado. Corola de color rojo o azul, subigual ala para el estandarte. Pétalo quilla con un apéndice lateral casi igual a la garra.

## Taxonomía
El género fue descrito por William Aiton y publicado en Hortus Kewensis 3: 496. 1789.

## Especies aceptadas
A continuación se brinda un listado de las especies del género Smithia aceptadas hasta abril de 2013, ordenadas alfabéticamente. Para cada una se indica el nombre binomial seguido del autor, abreviado según las convenciones y usos:
- Smithia abyssinica (A.Rich.) Verdc.
- Smithia africana (Endl.) Taub.
- Smithia agharkarii Hemadri
- Smithia bigemina Dalzell
- Smithia blanda Wall.
- Smithia capitata Dalzell
- Smithia ciliata Royle
- Smithia conferta Sm.
- Smithia elliotii Baker f.
- Smithia erubescens (E.Mey.) Baker f.
- Smithia finetii Gagnep.
- Smithia gracilis Benth.
- Smithia grandis Baker
- Smithia hirsuta Dalzell
- Smithia laxiflora Wight & Arn.
- Smithia oligantha Blatt.
- Smithia purpurea Hook.
- Smithia pycnantha Baker
- Smithia salsuginea Hance
- Smithia sensitiva Aiton
- Smithia setulosa Dalzell
- Smithia venkobarowii Gamble